# Przodek (górnictwo)

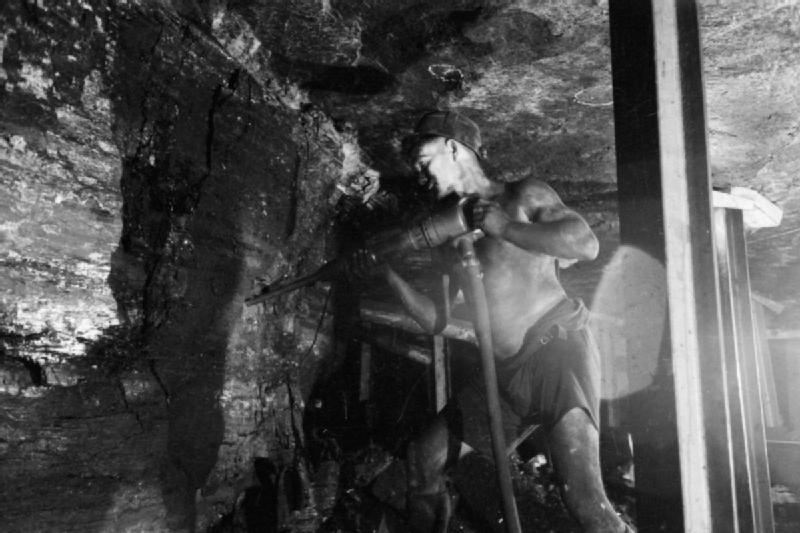
Górnik pracujący młotem pneumatycznym na przodku, fot. 1942 r.

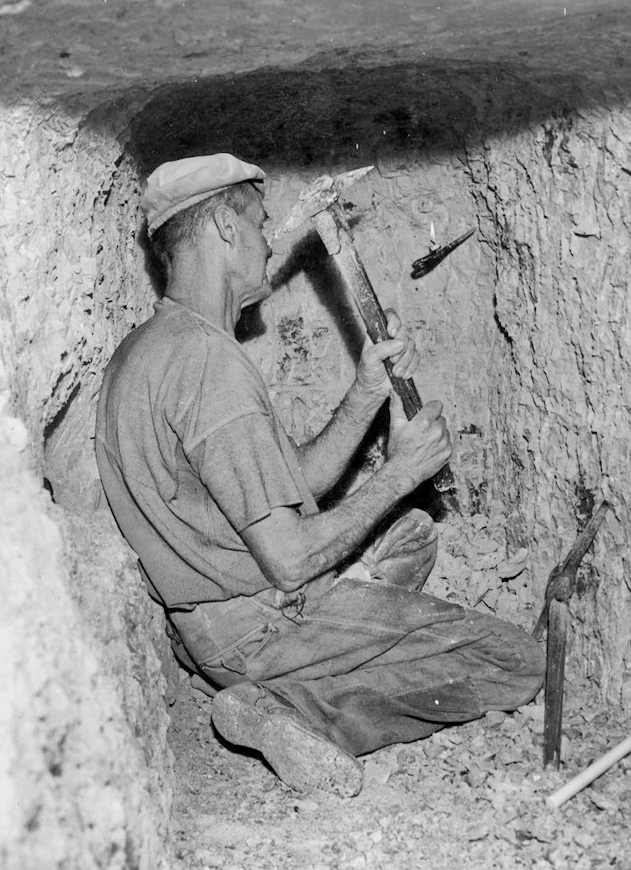
Górnik ręcznie urabiający caliznę, fot. 1953 r.

Przodek – część wyrobiska, aktywny koniec wyrobiska korytarzowego (chodnika).
W przodku bądź w jego bezpośrednim sąsiedztwie mają miejsce wszystkie prace związane z drążeniem wyrobiska. Zasadniczymi czynnościami są tu urabianie skały, jej odstawa oraz postawienie obudowy w wydrążonym fragmencie wyrobiska. Urabianie skał może odbywać się w sposób mechaniczny przy użyciu kombajnów chodnikowych, bądź z wykorzystaniem materiałów wybuchowych (np. dynamit, karbonit, barbaryt, metanit). Sposób drążenia wyrobiska i rodzaj obudowy związany jest ściśle z warunkami geologiczno-górniczymi które panują w rejonie drążonego wyrobiska. Nie bez znaczenia jest tu jeszcze jego docelowe przeznaczenie które zazwyczaj warunkuje przekrój poprzeczny, jak również jego wybieg (długość).
Ze względu na oczywisty brak możliwości przewietrzania obiegowego, przodki w drążonych wyrobiskach (o wybiegu wykluczającym przewietrzanie przez dyfuzję), przewietrzane są z użyciem wentylacji lutniowej. Rozróżniamy wentylację lutniową tłoczącą, ssącą i kombinowaną (zabudowane są dwa lutniociągi z których jeden doprowadza powietrze a drugi odprowadza zużyte).